# Bauhinia glabra
Bauhinia glabra är en ärtväxtart som beskrevs av Nikolaus Joseph von Jacquin. Bauhinia glabra ingår i släktet Bauhinia och familjen ärtväxter. Inga underarter finns listade i Catalogue of Life.